# Dietmar Dath
Dietmar Dath, född 3 april 1970 i Rheinfelden, är en tysk journalist, författare och översättare. Han är marxist.

## Biografi
Dath har sedan år 1990 publicerat artiklar i olika ämnen, till exempel sociologi, filosofi och kultur. Åren 1998–2000 var han chefredaktör för tidskriften Spex, vilken publicerade artiklar – emellanåt kritiska – om popkultur. Sedan år 2011 är han skribent på Frankfurter Allgemeine.